# 美比内山
美比内山（びひないやま）は、北海道の札幌市南区と虻田郡京極町の2市町にまたがる標高1,071mの山である。札幌50峰に選定されている。

## 概要
札幌西部山地の山で、余市岳と無意根山のちょうど中間に位置する。東側山麓にはかつてインジウム産出量が世界1位となった豊羽鉱山跡があるほか、西部の白井川にはかつて金銀採掘を行った轟鉱山があるなど鉱物資源に恵まれている。
山名は京極町側を流れるペーペナイ川に由来するとされ、アイヌ語で「pe-pe-nai（小流がむやみにあった川）」が語源と考えられている。しかしペーペナイ川の源頭は長尾山であり、美比内山は源頭ではない。

## 登山
登山道は存在しないため残雪期に登られる。豊羽鉱山付近から尾根伝いに登って山頂へ行くのがメインルートである。